# Vil·la de Tiberi
La vil·la de Tiberi fou una gran vil·la romana, que pertangué al segle I a l'emperador romà Tiberi; se situa a la ciutat de Sperlonga, a la província de Latina, al Laci (l'antic Latium adiectum). L'emperador hi residí del 14 al 27, any en què es traslladà a la Villa Jovis de Capri.
Els vestigis de la vil·la han estat en gran part erosionats per la mar. Però així i tot algunes subestructures i una cova romanen on se'n descobriren unes escultures.

## Història
La vil·la fou construïda per Tiberi a l'any 4 en un indret on la família de sa mare, Lívia Drusil·la, posseïa propietats. Degué transcórrer ací probablement l'episodi narrat per Suetoni i Tàcit: el 26 Sejà va salvar la vida de l'emperador, protegint-lo amb el seu cos, durant un accident amb unes roques durant un banquet, que va matar alguns serfs. De seguida, la vil·la va ser ornada amb altres obres escultòriques, que arribaven a la fi de l'època tardana imperial.

## Descripció
La vil·la va ser definida com una "espectacular decoració marítima", amb un triclini construït en un podi davant de la principal cova, al centre d'una llacuna. Una columnata es feia servir per a arribar-hi amb vaixell.
Hi havia dues piscines al davant de la cova, una de rectangular i l'altra circular. Una pedra va ser esculpida en forma de nau, i portava el nom del vaixell Argo.
A la cova principal hi ha esments d'episodis de l'Odissea. En aquesta cova hi ha dues sales. Una cova secundària tenia el terra de marbre i servia com a sala d'àpats, i tal vegada haja estat el quadre de la solsida tràgica del 26.

## Estructura de la vil·la

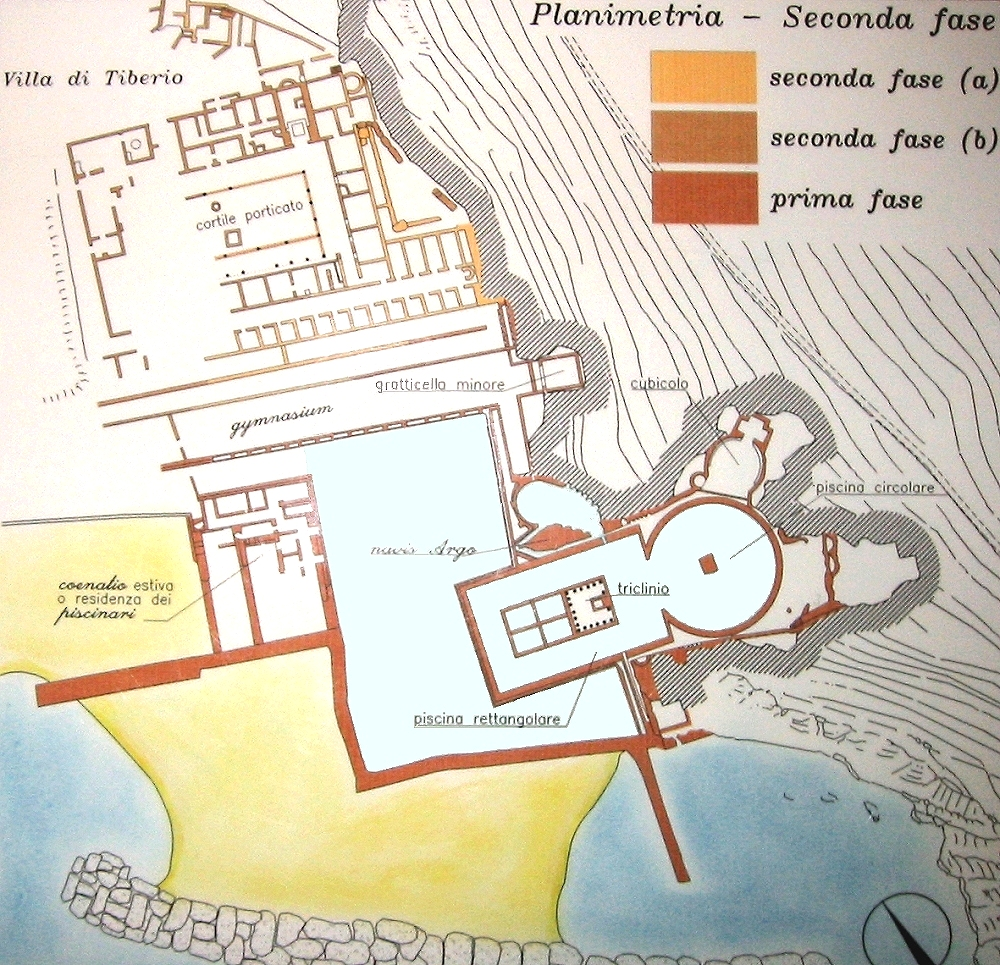
Planta de la vil·la amb evidències de les diverses fases

La vil·la constava de diversos edificis disposats en terrasses girades a la mar. Les primeres estructures estan relacionades amb una vil·la de l'època tardana republicana, tal vegada d'Aufidi Lurcone, avi matern de Lívia. La vil·la conserva una sèrie d'espais a l'entorn d'un pati de barana, entre les quals hi ha àrees de servei, restaurades algunes voltes, un forn i d'altre per a coure pa.
A la primeria del segle I s'hi afegí un llarg pòrtic amb dues naus i la cova natural que quedava dins la vil·la i n'enquadrava l'entrada; va ser parcialment transformada amb maçoneria i col·locació d'estructures.
La cova comprén una vasta cavitat principal, precedida d'una àmplia piscina rectangular amb aigua marina, i té al centre una illa artificial que abrigava la caenatio (sala de sopar) d'estiu. L'estany comunicava amb una piscina circular (de 12 m de diàmetre), a l'interior de la cova, on era col·locat el grup d'Escil·la.
En la cavitat principal s'obrien dos espais menors: a l'esquerra un ambient de ferradura de cavall, amb el fons d'un triclini, i a la dreta un nimfeu amb cascades i fonts d'aigua, al fons del qual tenia un nínxol amb el grup de la ceguesa de Polifem. Entre la piscina circular i la quadrada hi havia dos grups d'escultures menors: Pal·ladi i el grup d'Ulisses amb el cos d'Aquil·les (còpia del qual, mutilada i fragmentada és l'estàtua actual de Pasquí a Roma). Una escultura amb Ganimedes amb l'àguila de Zeus va ser una vegada col·locada dalt de l'obertura de la cova.

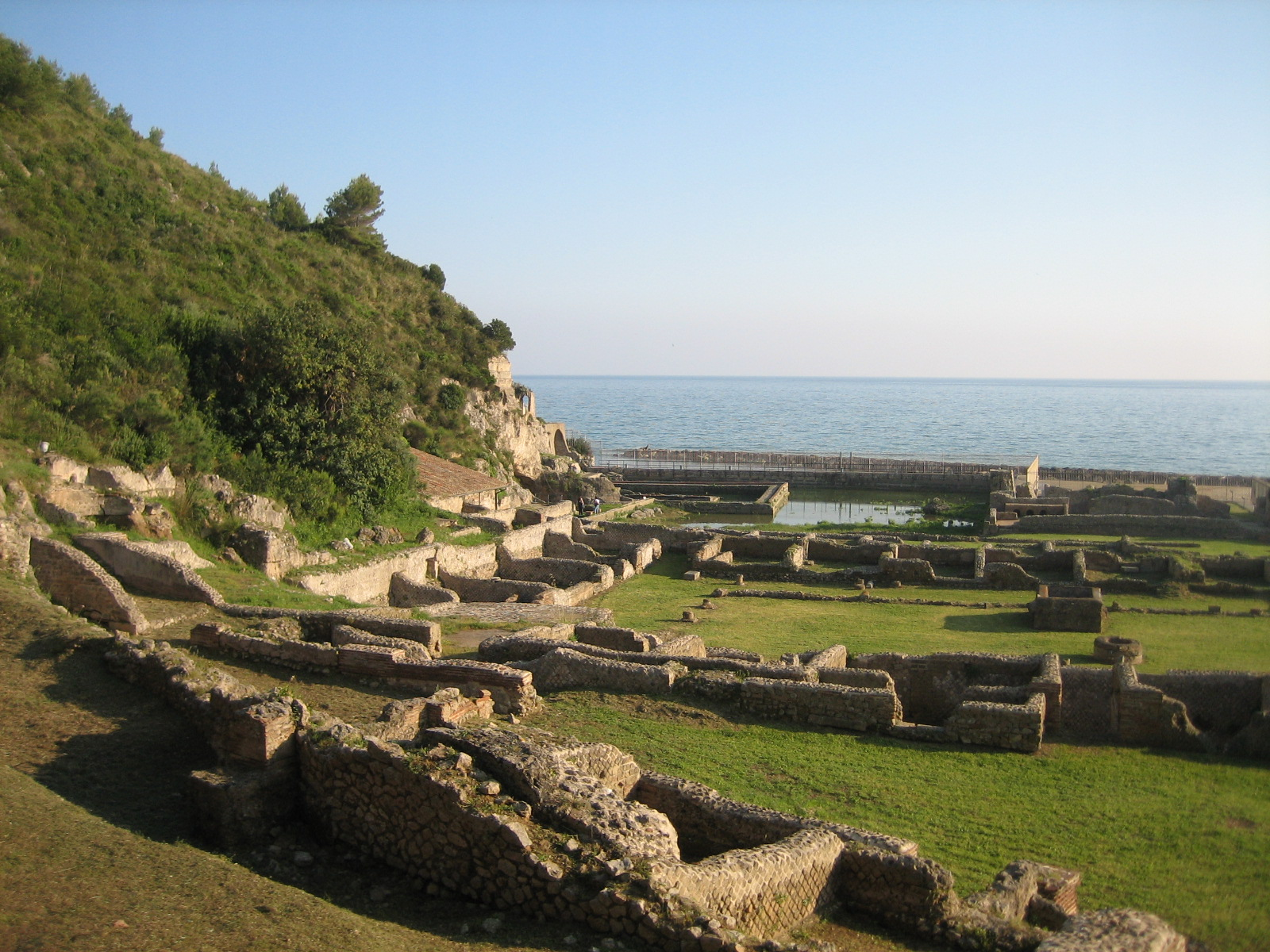
Primer pla de les restes de la caserna i estables, al fons la piscina i el triclini
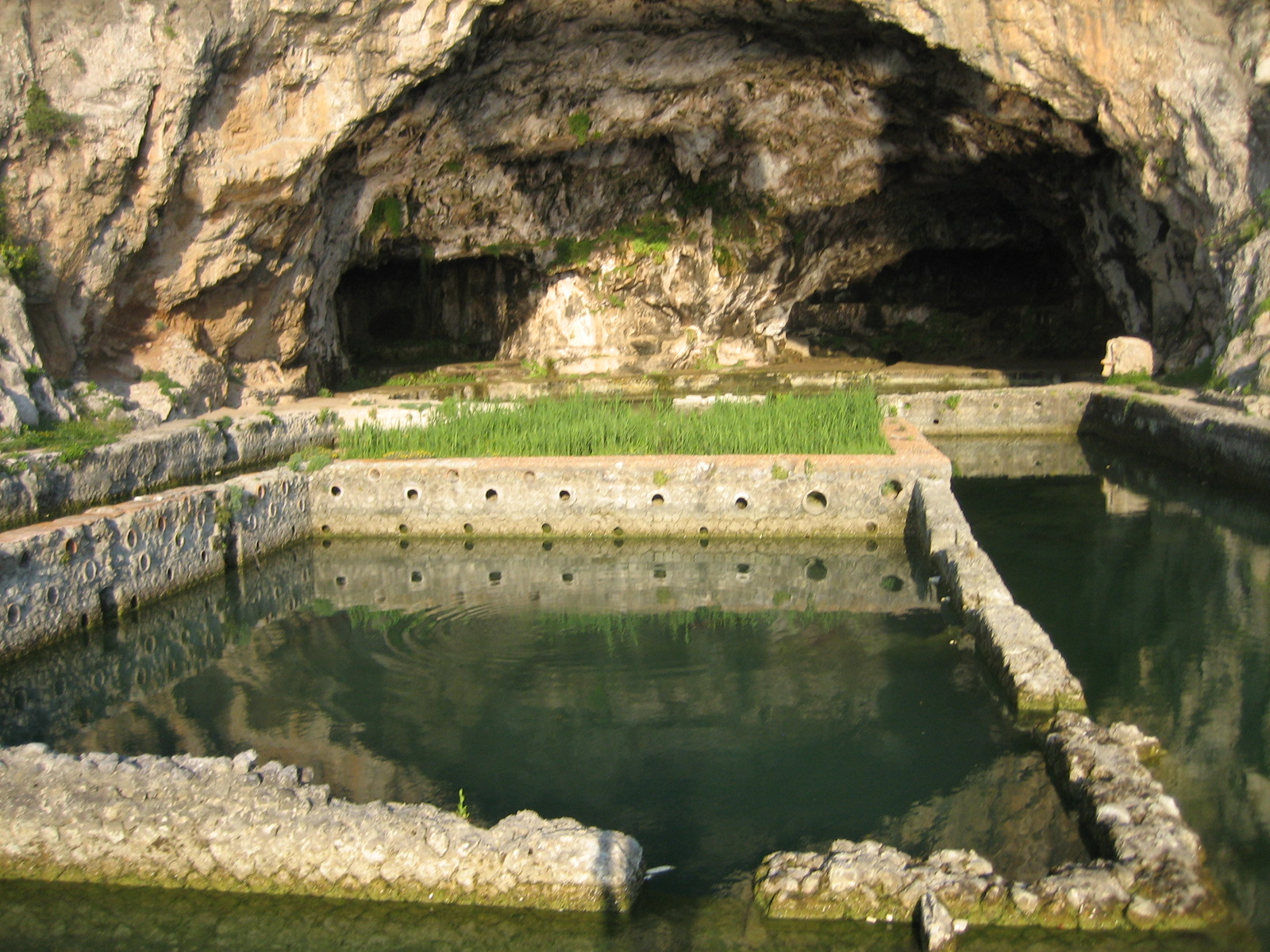
La cova amb la piscina i el triclini
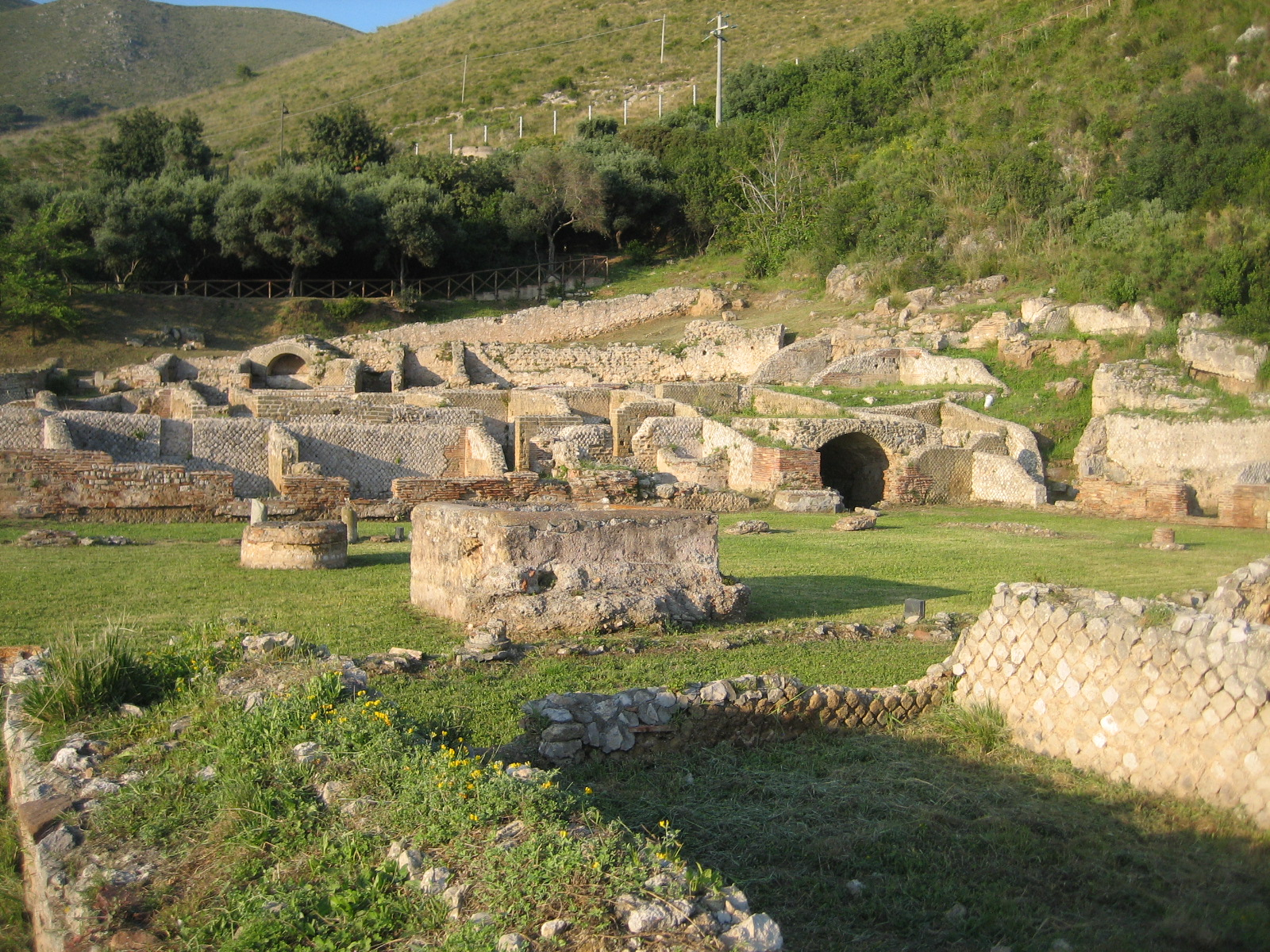
Vestigis de les casernes i estables
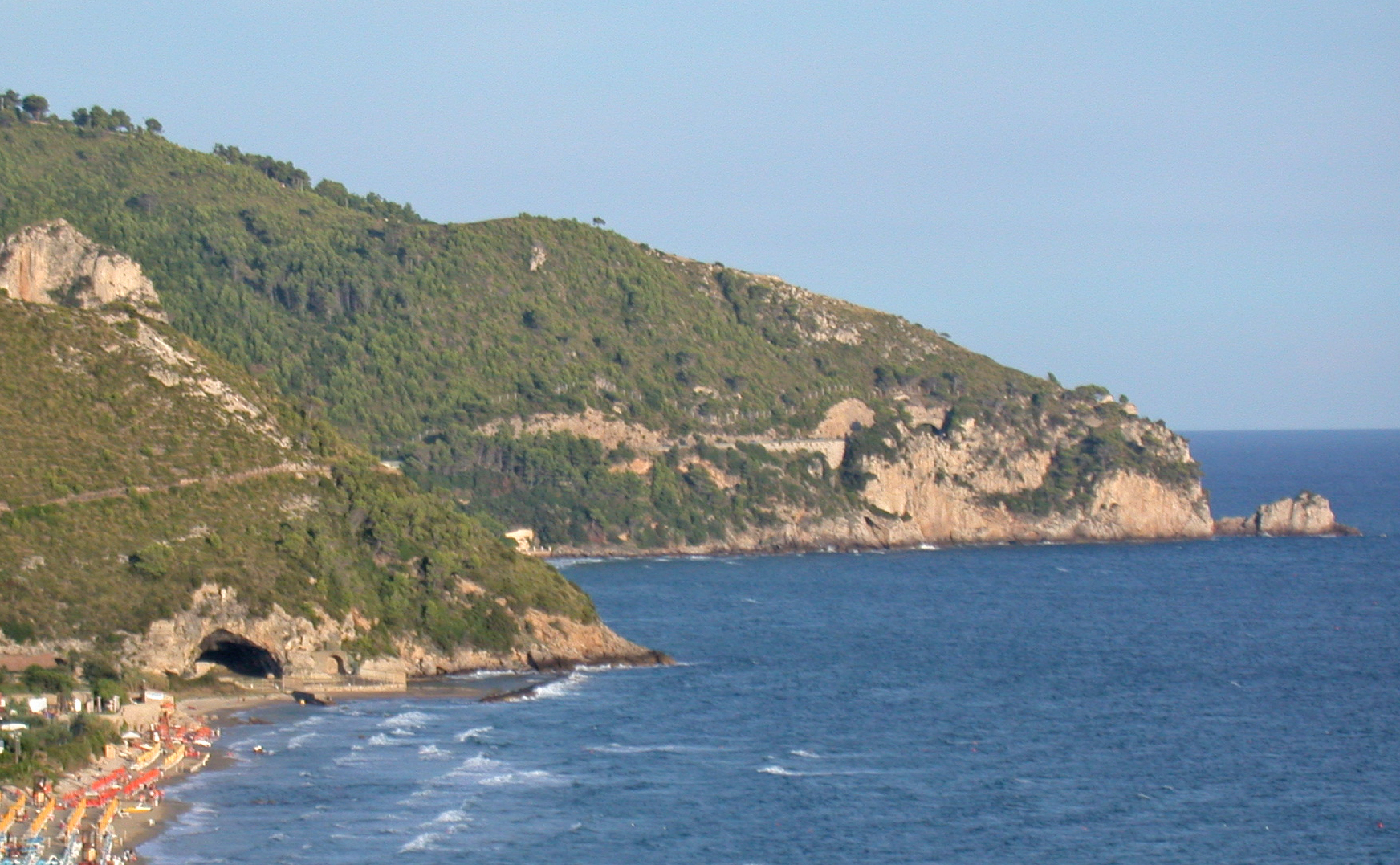
La posició de la cova de Tiberi a la platja est de Sperlonga

## Excavacions
Durant la construcció de la carretera costera entre Terracina i Gaeta al 1957 es va descobrir una gran quantitat de fragments marmoris, extraordinaris per la quantitat d'escultura i la dimensió dels blocs. Les escultures en alguns casos eren originals gregues de l'època hel·lenística (prop del 180 ae). Per conservar les escultures trobades s'edificà al 1963 el Museu Arqueològic Nacional de Sperlonga.

### Les escultures de la cova de Tiberi
Les escultures trencades en mil fragments foren pacientment recompostes, tal vegada pels monjos instal·lats en les ruïnes de la vil·la imperial en l'època de l'alta edat mitjana.
En el moment del descobriment es va veure la notable semblança del fragments esculturals trobats amb el cèlebre Laocoont dels Museus Vaticans, trobat al 1506 a les termes de Titus a Roma i descrit per Plini el Vell. Els fragments d'una inscripció trobada a Sperlonga transcriuen els noms dels escultors Agesander, Atenodor i Polidor, autors del Laocoont.

## Obres descobertes al lloc
La cova principal contenia dos conjunts esculturals dedicats a l'Odissea i Odisseu. Les obres són còpies de marbre i bronze, i els artistes eren els escultores originaris de Rodes, autors del Laocoont.
- El monstre Escil·la atacant els mariners, al centre de la conca.
- El ciclop Polifem cegat per Ulisses i els seus companys, a l'entrada de la balma.
- Menelau (o Aquil·les) sosté el cos de Pàtrocle, en primer pla esquerre.
- En primer pla a la dreta Diomedes i Ulisses tornen als grecs el Pal·ladi.

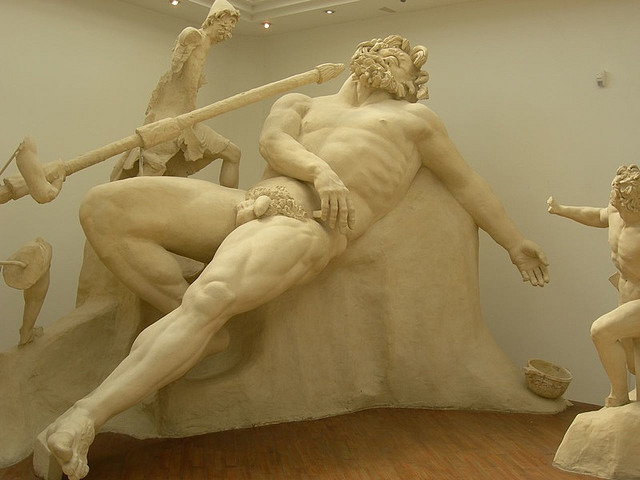
Grup de Polifem
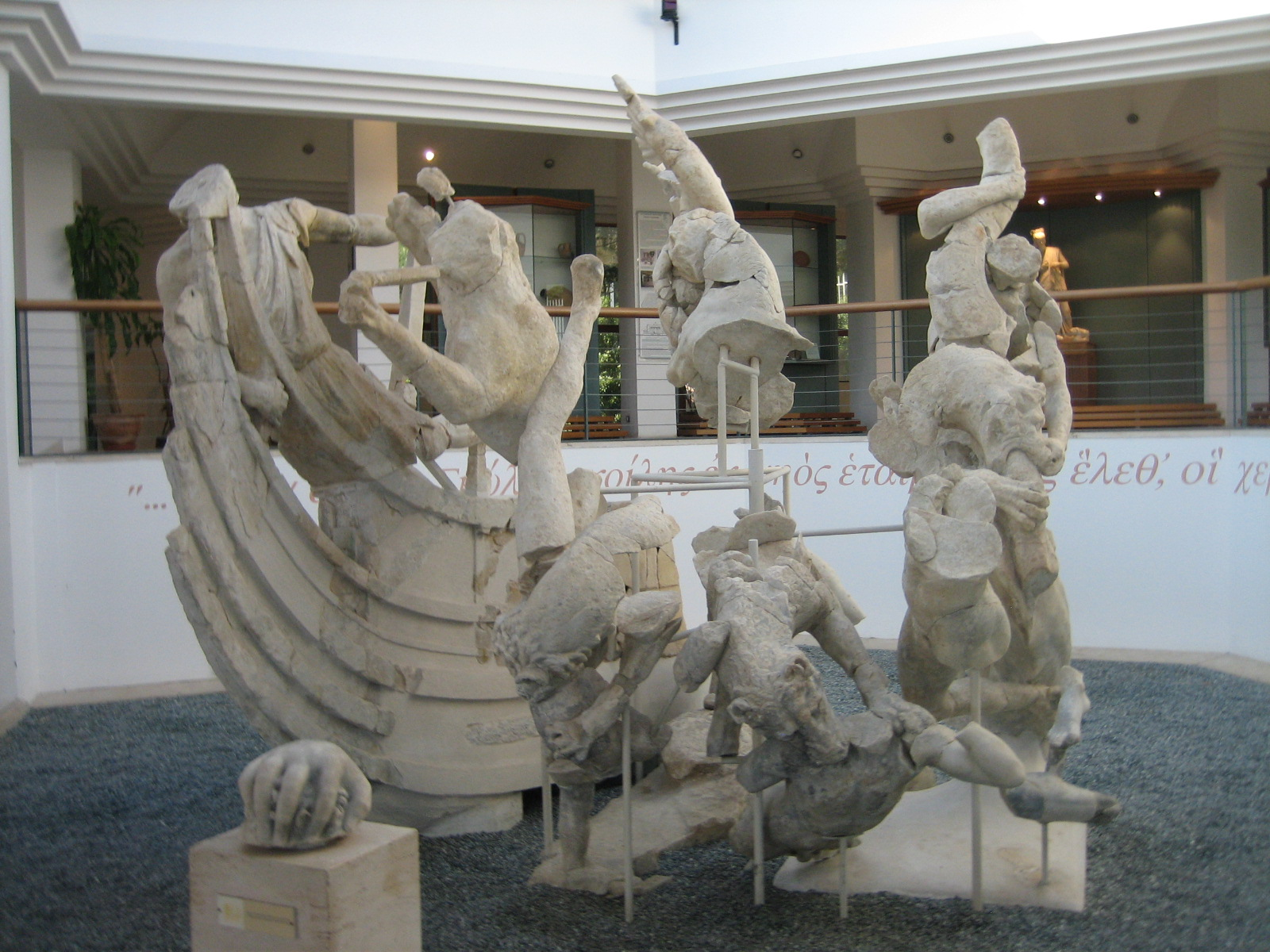
Grup d'Escil·la